# Milchgriffel
Ein Milchgriffel (auch Buttergriffel genannt) ist ein Stift zur Beschriftung einer Schiefertafel. Äußerlich ähnelt er einem Bleistift mit weißer Mine oder einem weißen Buntstift. Seine weiße Mine ist von Holz umgeben. 
Vor dem Zweiten Weltkrieg waren Milchgriffel deutlich teurer als Schiefergriffel und daher ein Luxusprodukt für Schulkinder aus reicherem Hause. Der Vorteil des Milchgriffels lag allerdings nicht nur darin, dass er auf der Tafel weicher schrieb, sondern auch in der leichteren Anspitzbarkeit. Außerdem wurde die Schiefertafel nicht wie beim Schiefergriffel eingeritzt, wenn man auf ihr schrieb.
Ab den 1950er Jahren setzten sich Milchgriffel gegen Schiefergriffel durch, weil der Kostenfaktor nicht mehr die entscheidende Rolle spielte.